# كارلوس سوتو (لاعب كرة قدم)
كارلوس سوتو (بالإسبانية: Carlos Soto Sandoval)‏ هو لاعب كرة قدم مكسيكي في مركز الدفاع، ولد في 10 نوفمبر 1959 في تيموكو في تشيلي. لعب مع نادي أونيفرسيداد دي تشيلي.